# 死神大人與4位女友
《死神大人與4位女友》（日语：死神様と4人の彼女），日本漫畫作品，原作者為巢山真，作畫為CHuN。在2013年6月22日連載於Square Enix出版社旗下的《月刊GANGAN JOKER》雜誌。連載已經完結，單行本全3卷。

## 角色簡介
水無口薰（みなぐち かおる）
故事主人翁。中學二年級。在校課業差、體育差、沒有朋友、也沒有戀人，收集許多少女漫畫，對少女般的愛情相當憧憬。
被死神--愛離盯上並且被訂下「三個月內不成為現充就會死」的條件。
目前與小早川結衣、海飼梨紗、大河原艾米麗、澤渡葵等四人交往。
小早川結衣（こばやかわ ゆい）
中學三年級。薰的交往對象之一。
新人偶像，校內知名度在男生中排名第一位。
似乎有虐待傾向，曾用牙齒咬薰的耳、鼻。
第16話證實被離苑鎖定為目標。
海飼梨紗（うみかい リサ）
中學二年級。與薰同班，同時也是班級委員長。薰的交往對象之一。
沉著冷靜，相當值得信賴。無時無刻都在學習。
大河原艾米麗（おおかわら エミリ）
中學一年級。千金大小姐。中二病，有點傲嬌。薰的交往對象之一。
很擅長電玩。被薰發現跟線上遊戲【Monster eater online】的玩家meiri是同一個人。
常對薰以正拳攻擊手臂。有時驚人的發言讓薰胡思亂想、差點造成誤會。
喜歡一個人在學校屋頂吃中餐，因為薰每天都早一步到達而有些生氣，但久而久之對薰產生了好感。
澤渡葵（さわたり あおい）
中學二年級。體育系美女，游泳部的王牌。薰的交往對象之一。
平常因開朗性格，很受男女生的歡迎。但私底下是病嬌。
小時候似乎和薰有見過面。

### 死神
遵循【獵殺非現充】的死神方針。可自行設定條件。
愛離（あいり）
以薰為目標並訂下「三個月內不成為現充就會死」的條件。
初期一直在找機會捉弄薰，後來決定先享受人間的文化。
離苑
愛離的姐姐，比愛離嬌小。怕被人誤以為是妹控。
對薰交往中的對象其中一人訂下「一週內不和戀人接吻就會死」的條件。第16話證實該目標為小早川結衣。

## 出版書籍
| 卷數 | 史克威爾艾尼克斯 | 史克威爾艾尼克斯       | 台灣角川       | 台灣角川               |
| 卷數 | 發售日期         | ISBN                   | 發售日期       | ISBN                   |
| ---- | ---------------- | ---------------------- | -------------- | ---------------------- |
| 1    | 2013年11月22日   | ISBN 978-4-7575-4140-5 | 2014年10月18日 | ISBN 978-986-366-204-4 |
| 2    | 2014年5月22日    | ISBN 978-4-7575-4311-9 | 2014年12月17日 | ISBN 978-986-366-282-2 |
| 3    | 2015年2月21日    | ISBN 978-4-7575-4560-1 | 2015年6月17日  | ISBN 978-986-366-552-6 |

## 外部連結
- 死神様と４人の彼女（月刊GANGAN JOKER） （页面存档备份，存于）（日語）